# Jackson (Wyoming)
Pour les articles homonymes, voir Jackson.
Jackson est une ville de l'ouest du Wyoming située à l'extrême sud du parc national du Grand Teton. C’est le siège du comté de Teton.
La ville vivait auparavant uniquement de l'élevage, puis elle s'est petit à petit concentrée sur les activités de loisirs avec les sports d'hiver et de plein air.
C'est une station de ski située à 1 901 m d’altitude. Elle possède en tout trois domaines skiables. L'été, elle permet de pratiquer des activités de plein air comme l'équitation, la pêche, le rafting ou encore la randonnée.
Le National Museum of Wildlife Art se situe à proximité de la ville et y est relié par une piste cyclable.

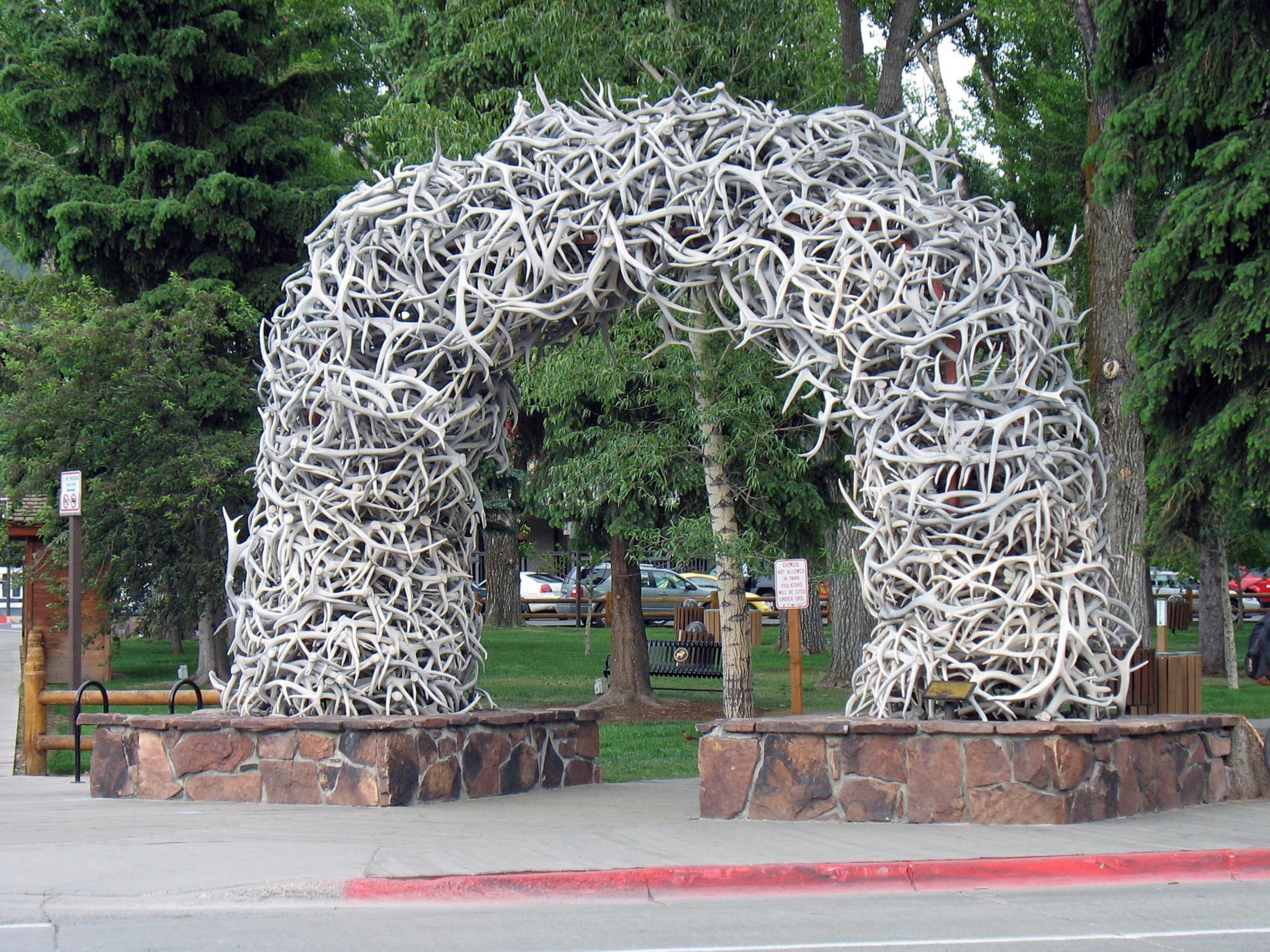
Une des arches de bois de cervidés

## Dans la culture populaire
- Jackson est un lieu clé dans l'histoire de la série de jeux vidéo The Last of Us. La ville est récupérée par l'équipe de survivants de Tommy, le frère de Joël, qui décident de s'y installer durablement.
- Les trois associés de True Triangle possèdent une petite entreprise de construction à Jackson. Ils devront mener à bien l'achèvement d'une luxueuse demeure  au cœur de montagnes voisines dans le roman de Nickolas Butler, La Maison dans les nuages [1].

## Source
- (en) Cet article est partiellement ou en totalité issu de l’article de Wikipédia en anglais intitulé « Jackson, Wyoming » (voir la liste des auteurs).

1. ↑  Nickolas Butler, La Maison dans les nuages, trad. Mireille Vignol, Stock, La Cosmopolite, 2023,  (ISBN 9782234090125), 411 p. (en) Godspeed, G.P. Putnam's Sons, 2023, 352 p.,  (ISBN 978-0593190418)